# Tété où Dédé ?
Tété où Dédé ? est une série documentaire française consacrée à la musique, écrite et réalisée par Marie-Claire Margossian, et présentée par Tété et André Manoukian. Elle a été diffusée du 7 août 2008 au 13 novembre 2011 sur France 5.  

## Synopsis
Les musiciens Tété et André Manoukian voyagent à la découverte des musiques du monde. Dans chaque épisode, ils se rendent dans une ville et rencontrent des musiciens. 

## Épisodes
| Épisode | Pays ou ville                         | Première diffusion |
| ------- | ------------------------------------- | ------------------ |
| 1       | New York                              | 7 août 2008        |
| 2       | La Nouvelle-Orléans                   | 14 août 2008       |
| 3       | San Francisco                         | 21 août 2008       |
| 4       | Miami                                 | 28 août 2008       |
| 5       | Cuba                                  | 24 juin 2010       |
| 6       | Sénégal                               | 25 septembre 2011  |
| 7       | Afrique du Sud                        | 2 octobre 2011     |
| 8       | Jamaïque                              | 9 octobre 2011     |
| 9       | Éthiopie                              | 16 octobre 2011    |
| 10      | Brésil, Salvador de Bahia             | 30 octobre 2011    |
| 11      | Brésil, de Rio de Janeiro à São Paulo | 6 novembre 2011    |
| 12      | Argentine                             | 13 novembre 2011   |

## Fiche technique
- Auteur et réalisatrice : Marie-Claire Margossian
- Durée : 12 x 52 minutes
- Sociétés de production : Zone d'Images
- Année de production : 2008-2011